# Phytobia rabelloi
Phytobia rabelloi este o specie de muște din genul Phytobia, familia Agromyzidae, descrisă de Spencer în anul 1966. Conform Catalogue of Life specia Phytobia rabelloi nu are subspecii cunoscute.